# UTC+10
UTC+10 — десятий часовий пояс, центральним меридіаном якого є 150 сх. д. Час тут на десять годин випереджає всесвітній та на вісім - київський
Географічні межі поясу:
- східна - 157°30' сх. д.
- західна - 142°30' сх. д.

Відповідно, він охоплює східну смугу Азії - між Сахаліном та Камчаткою, Курильські острови, острови Палау, схід Нової Гвінеї та Австралії
У навігації позначається літерою K (Часова зона Кіло)

## Часові зони в межах UTC+10
- Австралійський східний стандартний час

## Використання

### Постійно протягом року
|  | Стандартний        | DST       |
|  | ------------------ | --------- |
|  | UTC+8 (завжди)     |           |
|  | UTC+09:30 (завжди) |           |
|  | UTC+09:30          | UTC+10:30 |
|  | UTC+10 (завжди)    |           |
|  | UTC+10             | UTC+11    |

*  Австралія — част.:
- - Квінсленд
- Росія - част.:
  - Республіка Саха — част.:
    - Центральна частина (5 улусів)

  - Приморський край
  - Хабаровський край
  - Єврейська АО
- США
  -  Гуам
  -  Північні Маріанські Острови
- Федеративні Штати Мікронезії — част.:
  - Чуук
  - Яп
- Папуа Нова Гвінея — більша частина
- Франція
  - Конкордія (антарктична станція)
  - Шаркот (антарктична станція)

### З переходом на літній час
- Австралія - част.:
  - Австралійська столична територія
  - Вікторія
  - Новий Південний Уельс, за винятком Брокен-Хілл
  - Тасманія

### Як літній час
Зараз не використовується

## Історія використання
Додатково UTC+10 використовувався:

### Як стандартний час
- Австралія - част.:
  - Новий Південний Уельс - част.:
    - Острів Лорд-Хау
- Папуа Нова Гвінея — част.:
  - Автономний регіон Бугенвіль
- Росія - част.:
  - Республіка Саха
  - Забайкальський край
  - Приморський край
  - Хабаровський край
  - Амурська область
  - Магаданська область
  - Сахалінська область
  - Єврейська АО

### Як літній час
- Південна Корея
- Росія - част.:
  - Республіка Саха - част.:
    - Західна частина (22 улуси, 2 міські округи)
    - Центральна частина (5 улусів)

  - Забайкальський край
  - Приморський край
  - Хабаровський край
  - Амурська область
  - Єврейська АО
- Японія